# Bisbat de Tacuarembó
El bisbat de Tacuarembó (llatí: Dioecesis Tacuarembiana) és una demarcació eclesiàstica de l'Uruguai sufragània de l'arquebisbat metropolità de Montevideo. El seu origen és del segle XX amb capital a la ciutat de Tacuarembó.

## Territori
Amb una superfície de 25.068 km², el bisbat es correspon amb el territori dels departaments de Rivera i de Tacuarembó.
La seu del bisbat és la ciutat de Tacuarembó, on es troba la catedral de Sant Fructuós. (castellà: San Fructuoso).
El territori se subdivideix en 16 parròquies.

## Història
El bisbat de Tacuarembó va ser establert el 22 d'octubre de 1960 amb la butlla Quod impiger, a partir del territori del bisbat de Florida.

## Bisbes destacats
- Carlos Parteli Keller † (3 novembre de 1960 – 26 de febrer de 1966)
- Miquel Balaguer † (26 de febrer de 1966 – 28 de gener de 1983)
- Daniel Gil Zorrilla, S.J. † (28 de gener de 1983 – 8 de març de 1989, nomenat bisbe de Salto)
- Julio César Bonino Bonino, † (20 de desembre de 1989 - 8 d'agost 2017)
- Pedro Ignacio Wolcan Olano, des del 19 de juny 2018

## Estadístiques
Segons les dades del cens de 2006, el bisbat tenia una població aproximada de 183.414 habitants, 126.567 batejats, és a dir, el 69,0% del total.
| any  | població | població | població | sacerdots | sacerdots       | sacerdots       | sacerdots             | diàques | religiosos | religiosos | parroquies |
| ---- | -------- | -------- | -------- | --------- | --------------- | --------------- | --------------------- | ------- | ---------- | ---------- | ---------- |
| any  | batejats | total    | %        | total     | clergat secular | clergat regular | batejats por sacerdot | diàques | homes      | dones      |            |
| 1966 | 95.000   | 154.905  | 61,3     | 29        | 14              | 15              | 3.275                 |         | 9          | 81         | 13         |
| 1968 | ?        | 154.905  | ?        | 27        | 15              | 12              | ?                     |         | 16         | 85         | 14         |
| 1976 | 198.660  | 220.733  | 90,0     | 33        | 13              | 20              | 6.020                 |         | 23         | 76         | 15         |
| 1980 | 152.600  | 170.900  | 89,3     | 25        | 11              | 14              | 6.104                 |         | 20         | 71         | 15         |
| 1990 | 148.750  | 175.000  | 85,0     | 23        | 12              | 11              | 6.467                 | 1       | 12         | 48         | 15         |
| 1999 | 127.545  | 182.900  | 69,7     | 27        | 12              | 15              | 4.723                 | 8       | 21         | 49         | 16         |
| 2000 | 125.870  | 179.814  | 70,0     | 26        | 12              | 14              | 4.841                 | 7       | 19         | 49         | 16         |
| 2001 | 125.870  | 183.814  | 68,5     | 24        | 10              | 14              | 5.244                 | 7       | 20         | 52         | 16         |
| 2002 | 125.870  | 183.814  | 68,5     | 24        | 10              | 14              | 5.244                 | 7       | 20         | 51         | 16         |
| 2003 | 125.875  | 183.814  | 68,5     | 23        | 13              | 10              | 5.472                 | 7       | 16         | 46         | 16         |
| 2004 | 126.567  | 183.414  | 69,0     | 23        | 12              | 11              | 5.502                 | 8       | 15         | 46         | 16         |